# Азартні ігри в Росії

Червоним кольором позначено території, на яких дозволений гральний бізнес.

Гральний бізнес в Росії — індустрія грального бізнесу в Росії.
До 2006 року ця галузь індустрії розваг регулювалася федеральним законодавством (29 розділ Податкового кодексу і федеральний закон «Про ліцензування окремих видів діяльності») і місцевим законодавством (в частині встановлення різних обмежень за розміщення об'єктів грального бізнесу).
Гральний бізнес з 2009 року заборонено в Росії майже скрізь. Виняток становлять лише чотири спеціально організовані зони в Алтайському, Краснодарському і Приморському краях, а також у Калінінградській області.

## Історія
Перші ігрові автомати почали встановлюватися 1988 року — в готелях Держкомінтуристу СРСР. В його системі було утворено ВХВО «Інтурсервіс», яке розробило нові види додаткових послуг для іноземних туристів з оплатою у вільно конвертованій валюті. У перший рік в готелях Інтуриста в Москві, Ленінграді, Сочі, Ялті, Мінську, Талліні, Виборзі і П'ятигорську було встановлено 226 гральних автоматів з грошовим виграшем.
Перше казино в СРСР, «Astoria Palace», відкрилося в Естонській РСР навесні 1989 року в готелі Palace в Талліні. Друге казино було відкрито у Москві 23 серпня 1989 року в готелі «Савой».
У 2005 році обіг цієї сфери склав 5-6 млрд дол., у країні було близько 400 тис. гральних автоматів та 5000 ігрових столів. До 2006 року було видано понад 6300 ліцензій на гральний бізнес.
До 60 % вітчизняних гральних клубів було зосереджено в Москві і Санкт-Петербурзі. Лідерами галузі стали Ritzio Entertainment Group (мережа «Вулкан»), Storm International (мережа «Супер Слотс» і кілька казино в Москві та Петербурзі) і компанія «Джекпот».
4 жовтня 2006 на зустрічі з керівниками парламентських фракцій президент Путін запропонував радикальне вирішення проблеми грального бізнесу, передавши до думи пропозиції щодо законопроєкту «Про державне регулювання діяльності з організації та проведення азартних ігор», сутність яких полягала у збільшенні й концентрації грального бізнесу в чотирьох спеціальних гральних зонах. 26 грудня 2006 року законопроєкт було прийнято.

### Покер
Покер в Росії отримав найбільшу популярність у період розпаду СРСР, коли в країні прокинувся інтерес до західної культури і цінностей. В даний час «жива» гра в покер в Росії офіційно здійснюється виключно в спеціальних гральних зонах. Неофіційно — в підпільних і закритих клубах, які мало популярні. Тому багато хто воліє грати в покер через інтернет. Статус онлайн-покеру в РФ перебуває в сірій зоні, але уряд розглядає питання про його легалізацію.
В СРСР пограти в покер можна було виключно в підпільних клубах або казино. Крім того, гравці часто збиралися на приватних квартирах, які нагадували гральні заклади. У той час покер зараховувався до азартних ігор, так і грали зазвичай проти дилера. До кінця 1990-х років були перші спроби проведення турнірів з покеру, але широкої популярності на той момент вони не набули.
З 2000 року покер в Росії несподівано зловив хвилю популярності. Вже в 2001 році відкрилася перша школа покеру імені Дмитра Лісового. У мережі стали з'являтися відео-уроки, статті з теорії і стратегії гри. Через кілька років, в 2006 році, Дмитро Лісовий очолив Федерацію спортивного покеру Росії (ФСПР), яка повинна була просувати покер в маси і регулювати роботу покерних клубів. У 2007 році зусиллями ФСПР покер був визнаний спортивною дисципліною. Однак вже у 2009 році гру внесли в реєстр азартних ігор. Через це гра в живий покер була заборонена на території РФ і допускалася тільки в спеціальних гральних зонах. З тих пір покер в Росії (принаймні, жива його складова) офіційно там і перебуває. При цьому закон «про державне регулювання діяльності з організації та проведення азартних ігор і про внесення змін у деякі законодавчі акти Російської Федерації» ввів заборону на проведення ігор в телекомунікаційних мережах, до яких належить інтернет.
27 червня 2009 року Іван Демідов посів друге місце на головній події Світової серії покеру (WSOP), заробивши $ 5,809,595. Ця подія стала відправною точкою для маркетингової кампанії в Росії однією з покерних кімнат, PokerStars. Вплив від такого високого результату російського гравця прийнято порівнювати з «покерним бумом» після перемоги Кріса Манімейкера на головній події Світової серії покеру 2003 року.
Російські гравці все частіше почали перемагати в турнірах за кордоном. Такі гравці, як Олександр Кравченко, Максим Ликов (колишні гравці команди Team PokerStars Pro), Олександр Костріцин, Віталій Лункін, Костянтин Пучков та інші покеристи показували хороші, і головне — стабільні результати на світовій арені.
2010 року було проведено «Russian Masters Poker Cup» в одній з легальних покерних зон «Азов-Сіті». Великої популярності ця подія не викликала, так як розташування гральної зони було невдалим, два казино знаходились в порожньому полі. Готель в казино налічувала всього 14 номерів. Зона стала користуватися популярністю у гравців з Ростова-на-Дону, інші ж воліли грати через інтернет, або подорожували по країнам СНД, де жива гра в покер не була під забороною.

## Сучасний стан
Федеральний закон від 29 грудня 2006 року № 244-ФЗ «Про державне регулювання діяльності з організації та проведення азартних ігор і про внесення змін у деякі законодавчі акти» визначає правові засади державного регулювання діяльності з організації та проведення азартних ігор на території СНД, та встановлює обмеження на здійснення даної діяльності в цілях захисту моральності, прав і законних інтересів громадян. Його дія не поширюється на діяльність бірж і на організацію і проведення лотерей.
Закон передбачає створення п'яти гральних зон, при цьому на території одного суб'єкта може бути створено не більше однієї гральної зони. Якщо гральна зона лежить у кількох регіонах, то на їх території не можуть бути створені інші гральні зони. Гральні зони створюються на території Алтайського краю, Приморського краю, Калінінградській області, на кордоні Краснодарського краю і Ростовської області, а також на території тимчасово окупованої Автономної Республіки Крим (Україна). Порядок створення і ліквідації гральних зон, їх найменування, межі, а також інші параметри гральних зон визначаються урядом за погодженням з органами державної влади суб'єктів.
Гральний заклад має бути розділений на зони обслуговування учасників азартних ігор і службову зону грального закладу. Площа обслуговування учасників азартних ігор у казино не може бути менше 800 квадратних метрів. В зоні обслуговування в казино повинно бути встановлено не менше 10 ігрових столів. У випадку установки в зоні обслуговування в казино ігрових автоматів — площа зони ігрових автоматів не може бути менше 100 квадратних метрів, і в цій зоні має розташуватися не менше 50 гральних автоматів. Технологічно закладений середній виграш ігрового автомата повинен бути не нижче 90 %.
Закон набув чинності з 1 січня 2007 року, при цьому гральні заклади, які відповідали встановленим вимогам, мали право продовжити свою діяльність до 30 червня 2009 року без отримання дозволу на здійснення діяльності з організації та проведення азартних ігор в гральній зоні. Всі гральні заклади, що не відповідають вимогам, встановленим цим законопроєктом, повинні бути закриті до 1 липня 2007 року. Ігрова діяльність з використанням інформаційно-телекомунікаційних мереж, в тому числі інтернету, а також засобів зв'язку, в тому числі рухомого зв'язку, заборонена.
В грудні 2020 року Дума РФ схвалила законопроєкт про усунення двох конкуруючих організацій на користь Єдиного регулятора азартних ігор, який буде керуватися Міністерством фінансів РФ. Також було змінено правила відрахувань букмекерів спортивним федераціям. Внесок склав 1 % від обороту, що перевищує попередню ставку в 5 % від загального доходу від ставок. Спочатку кожна букмекерська контора повинна була вносити мінімум 407 тис. $ за квартал, та після змін їх ззобов'язали платити щонайменше 68 тис. $ за квартал за кожну окрему лігу чи федерацію, на матчі якої вони приймають ставки.
9 жовтня 2020 почав роботу Єдиний регулятор азартних ігор, що офіційно займається наглядом за азартними іграми в країні. Закон про азартні ігри, що запровадив створення цього регулятора, також передбачив податок розміром 1,5 % для всіх інтернет-тоталізаторів. Гроші мають бути спрямовані до фонду російських спортивних організацій, а саморегульовані організації, що до цього займалися обробкою платежів було ліквідовано. Тоді ж Центральний банк РФ наказав платіжному сервісу ЮMoney (раніше Яндекс. Деньги) призупинити всі операції між громадянами Росії та іноземними компаніями.

## Заборони
Незважаючи на заборону, гральний бізнес продовжує свою роботу, маскуючись під інтернет-кафе, лотерейні клуби, нічні клуби, біржі.
За час, що минув з моменту закриття грального бізнесу, різко зросла кількість підпільних гральних закладів у містах. ЗМІ постійно повідомляють про закрытиях поліцією підпільних казино. Не тільки Москва залишається головним центром підпільного грального бізнесу в РФ, але і Підмосков'я.
Прийнятий до розгляду закон про нові правила регулювання місцевого ринку (1055657-7) запровадив новий податок розміром 1 % від обороту ставок, водночас відмінивши дві групи ставок на користь нового Єдиного регулятора азартних ігор. З огляду на це та інші зміни, один з найбільших місцевих операторів VulkanBet, що діяв в РФ з червня 2019 року, заявив про повне припинення діяльності в Росії з 1 лютого 2021 року.